# Brent Van Moer
Brent Van Moer (Beveren, 12 januari 1998) is een Belgisch wielrenner, die anno 2022 voor Lotto Soudal rijdt.

## Carrière
Van Moer won in 2015 Omloop Het Nieuwsblad voor junioren. In 2016 won hij de Sint-Martinusprijs en werd Belgisch kampioen tijdrijden. In 2018 werd hij zesde in Parijs-Roubaix voor beloften en werd hij vice-wereldkampioen tijdrijden, na Mikkel Bjerg.
Op 24 mei 2021 in een rit van de Ronde Van Limburg reed Van Moer solo voor het peloton in de slotkilometer, maar hij werd door een seingever de verkeerde richting uitgestuurd waardoor alle kansen op een overwinning verkeken waren. Een week later nam hij sportief weerwraak met zijn eerste zege bij de profs door de eerste rit van de Dauphiné te winnen na alweer een ontsnapping uit het peloton. Hij greep die dag ook de gele leiderstrui.
Op 29 juni 2021 in de vierde rit van de Tour De France leek Van Moer op weg naar een overwinning na een lange ontsnapping maar werd op de valreep ingehaald door het peloton met uiteindelijk Mark Cavendish als winnaar in de sprint. Van Moer mocht toch op het podium om de Prijs voor de Strijdlust te ontvangen.

## Palmares
2015 (Junioren)
Omloop Het Nieuwsblad
2016 (Junioren)
Sint-Martinusprijs
2018 (Beloften)
 Wereldkampioenschap tijdrijden, Beloften
Grote Prijs Rik Van Looy
2019 (Beloften)
2e etappe deel A Le Triptyque des Monts et Châteaux
 Belgisch kampioen tijdrijden, Beloften
2021
1e etappe Critérium du Dauphiné

## Resultaten in voornaamste wedstrijden
| Jaar | Ronde van Italië | Ronde van Frankrijk | Ronde van Spanje |
| ---- | ---------------- | ------------------- | ---------------- |
| 2020 |                  |                     | 100e             |
| 2021 |                  | 65e                 |                  |
| 2022 |                  | 121e                |                  |
| 2023 |                  |                     |                  |
| 2024 |                  | 95e                 |                  |
| 2025 |                  | 84e                 |                  |

| Jaar | Gent-Wevelgem | Ronde van Vlaanderen | Parijs-Roubaix | Amstel Gold Race | Luik-Bast.‑Luik | Waalse Pijl | Omloop Het Nieuwsblad |
| ---- | ------------- | -------------------- | -------------- | ---------------- | --------------- | ----------- | --------------------- |
| 2020 | 33e           |                      |                |                  | 124e            | 106e        | 34e                   |
| 2021 | 49e           | opgave               |                | opgave           |                 |             | opgave                |
| 2022 | opgave        | 61e                  | 61e            |                  |                 |             | 39e                   |
| 2023 | 22e           | opgave               | 54e            |                  |                 |             | 48e                   |
| 2024 | opgave        | opgave               | 56e            |                  |                 |             | 38e                   |
| 2025 | 31e           | 39e                  | 84e            |                  |                 |             | 4e                    |

### Resultaten in kleinere rondes
| Jaar | Ster van Bessèges | Parijs-Nice | Tirreno-Adriatico | Critérium du Dauphiné | Ronde van Zwitserland | Benelux Tour |
| ---- | ----------------- | ----------- | ----------------- | --------------------- | --------------------- | ------------ |
| 2020 |                   |             |                   | opgave                |                       |              |
| 2021 | 59e               |             | 90e               | 83e (1)               |                       |              |
| 2022 |                   |             |                   |                       | 48e                   |              |
| 2023 | 25e               | 58e         |                   | 61e                   |                       | 38e          |
| 2024 | 9e                | 55e         |                   |                       |                       | 40e          |
| 2025 |                   |             |                   |                       |                       |              |

(*) tussen haakjes aantal individuele etappe-overwinningen

## Ploegen
- 2019 –  Lotto Soudal
- 2020 –  Lotto Soudal
- 2021 –  Lotto Soudal
- 2022 −  Lotto Soudal
- 2023 −  Lotto-Dstny
- 2024 –  Lotto-Dstny
- 2025 –  Lotto

## Privé
Zijn vader Jo Van Moer is eigenaar van internationaal transportbedrijf Van Moer Logistics en sinds januari 2022 voorzitter van voetbalclub Waasland-Beveren.
Armée · Benoot · Blythe · Campenaerts   · De Buyst · De Gendt · Dewulf · Ewan · Frison · Hagen · Hansen · Iversen · Keukeleire · Kluge · Lambrecht · Maes · Marczyński · Mertz · Monfort · Naesen · Thijssen · Van der Sande · van Goethem · Van Moer · Vanendert · Vanhoucke · Wallays · Wellens · Wouters
Armée · Cras · De Buyst · De Gendt · Degenkolb · Dewulf · Dibben · Ewan · Frison · Gilbert · Goossens · Hagen · Hansen · Holmes · Iversen · Kluge · Maes · Marczyński · Mertz · Oldani · Thijssen · Van der Sande · Van Goethem · Van Moer · Vanhoucke · Vermeersch (vanaf 1 juni) · Wallays · Wellens
Conca · Cras · De Buyst · De Gendt · Degenkolb · Ewan · Frison · Gilbert · Goossens · Grignard · Holmes · Kluge · Kron · Małecki · Marczyński · Moniquet · Oldani · Sweeny · Thijssen · Van der Sande · Van Gils · Van Moer · Vanhoucke · Vermeersch · Verschaeve · Vervloesem · Wellens
Barbero (vanaf 1/5) · Beullens · Campenaerts · Conca · Cras · De Buyst · De Gendt · De Lie · Drizners · Ewan · Frison · Gilbert · Grignard · Holmes · Janse van Rensburg (vanaf 1/5) · Kluge · Kron · Małecki · Moniquet · Schwarzmann · Selig · Sweeny · Van Gils · Van Moer · Vanhoucke · Vermeersch · Verschaeve · Vervloesem · Wellens
Adamietz · Beullens · Campenaerts · De Buyst · De Gendt · De Lie · Drizners · Eenkhoorn · Ewan · Frison · Grignard · Guarnieri · Kron · Livyns · Menten · Moniquet · Paasschens · Schwarzmann · Segaert (vanaf 24/2) · Selig · Sepúlveda · Slock · Sweeny · Van de Paar · Van Eetvelt · Van Gils · Van Moer · Vanhoucke (vanaf 15/8) · Vermeersch
Adamietz · Berckmoes · Beullens · Campenaerts · Currie · De Buyst · De Gendt · De Lie · Drizners · Eenkhoorn · Gregaard · Grignard · Guarnieri · Kron · Livyns · Menten · Moniquet · Paasschens · Segaert · Taminiaux · Sepúlveda · Slock · Vandenabeele · Van de Paar · Van Eetvelt · Van Gils · Van Moer · Vanhoucke · Vermeersch